# Супербоул I
Супербоул I — 1-й матч між командами Національної і Американської футбольних ліг, який пізніше отримав назву Супербоул. Це вирішальна гра у сезоні 1967 року. Матч пройшов 15 січня на «Меморіал Колізеум» у місті Лос-Анджелес (штат Каліфорнія, США).
У матчі отримали право грати краща команда Американської футбольної ліги — «Канзас-Сіті Чіфс» і Національної футбольної ліги — «Грін Бей Пекерз».
Перемогу у першім Супербоулі отримав «Грін Бей», вигравши в «Канзас-Сіті» 35-10. Квотербек «Пекерз» Барт Старр був визнаний найціннішим гравцем матчу.